# Le Grand Party annuel des créatures de la Lune
Pour plus de détails, voir Fiche technique et Distribution.
Le Grand Party annuel des créatures de la Lune est un film d'animation de court métrage canadien réalisé par Francis Desharnais, sorti en 2024.

## Fiche technique
- Titre original : Le Grand Party annuel des créatures de la Lune
- Réalisation : Francis Desharnais
- Scénario :
- Animation :
- Musique : Fred Lebrasseur
- Son : Fred Lebrasseur
- Montage :
- Production : Francis Desharnais
- Sociétés de production :
- Sociétés de distribution :
- Pays d'origine :  Canada
- Langue originale : sans parole
- Format :
- Genre : animation
- Durée : 2 minutes 50 secondes
- Dates de sortie :
  - France : 9 juin 2025 (Annecy)

## Distinctions
- Festival international du film d'animation d'Annecy 2025 : Prix du jeune public pour un court métrage[1]